# Thomas C. Hindman
Thomas Carmichael Hindman, Jr. (28 de janeiro de 1828 – 27 de setembro de 1868) foi um advogado, Estados Unidos Representante do 1º Distrito Congressional de Arkansas, e um Major-General nos Estados Confederados do Exército durante a Guerra Civil Americana.
Logo depois que ele nasceu em Knoxville, Tennessee, Hindman, mudou-se com sua família para a cidade de Jacksonville, no estado do Alabama e, mais tarde, Ripley, Mississippi. Depois de receber sua educação primária em Ripley, ele participou da cidade de lawrenceville Clássica Instituto (agora conhecida como a cidade de lawrenceville Escola) e se graduou com honras em 25 de setembro de 1843. Depois, ele criou uma empresa em Tippah Condado para o 2º Mississippi regimento na Guerra Mexicano-Americana. Hindman servido durante a guerra como tenente e, mais tarde, como um capitão de sua companhia. Após a guerra, ele retornou para Ripley. Ele estudou direitoe foi admitido na barra de estado em 1851. Ele então começou um escritório de advocacia em Ripley, antes de movê-lo para Helena , dois anos mais tarde.
Hindman, em seguida, serviu como um membro do Mississippi câmara dos deputados a partir de 1854 a 1856. Ele foi eleito como Democrático representante do Arkansas 1º distrito congressional no Trigésimo sexto Congresso a partir de 4 de Março de 1859, aos 4 de Março de 1861. Ele foi re-eleito para o Trigésimo sétimo Congresso, mas se recusou a servir após o início da Guerra Civil e do Arkansas secessão da União. Em vez disso, Hindman se juntou às forças armadas da Confederação. Ele ordenou que os Trans-Mississippi Departamento, e posteriormente criado e ordenado "Hindman legião" para os Estados Confederados do Exército. Ele foi promovido a general de brigada em 28 de setembro de 1861 e, mais tarde, a Major-General em 18 de abril de 1862. Após a guerra, Hindman evitado se render ao governo federal, fugindo para a Cidade do México. Ele trabalhou no México, como um plantador de café, e tentou praticar a lei. Após a execução de Maximiliano I do México, Hindman apresentou uma petição para o perdão do Presidente Andrew Johnson, mas ele foi negado. Hindman, no entanto, retornou à sua antiga vida de Helena. Ele se tornou o líder da "Jovem Democracia", uma nova organização política que estava disposta a aceitar a Reconstrução para a restauração da União. Inesperadamente, ele foi assassinado por um indivíduo desconhecido(s) em 27 de setembro de 1868, em seu Helena casa.

## Contexto familiar
Hindman pais, Thomas e Sallie Holt, foram de inglês e de origem Escocesa. Seus ancestrais maternos incluído Major Robert Holt, um plantador de sucesso e um membro da Virginia Casa de Burgueses , em 1655. O Holt família veio originalmente de Halifax County, Virgínia antes de se mudar para Knoxville. Hindman da linhagem paterna desceu do Carmichael clã na Escócia, alguns membros de que fez o seu caminho para a América, depois de o Rei Jorge II da Grã-Bretanha deposto novecentos Escocês seguidores de Bonnie Prince Charles para a América após a 16 de abril de 1746, a Batalha de Culloden.
Um dos descendentes de Carmichael clã, Sarah Carmichael, casado Samuel Hindman, um rico Pensilvânia comerciante no início da década de 1790. Eles, em seguida, mudou-se para Knoxville, e seu filho mais novo, Thomas C. Hindman, Sr. nasceu em 10 de novembro de 1793. Família lenda afirma que Hindman, o Sr. foi o primeiro homem branco filho que nasceu em Knoxville.
Hindman, o Sr. foi um estandarte na 39ª Estados Unidos de Infantaria durante a Guerra de 1812. Ele foi promovido a terceiro tenente, em 11 de janeiro, de 1814, e a segundo-tenente, em 20 de Maio do mesmo ano. Ele lutou na Batalha de Nova Orleans, a última grande batalha da guerra, e serviu no serviço ativo até que ele renunciou, em 30 de junho de 1816, devido a preocupações com a saúde. Depois de deixar o exército, Hindman, Sr. operado militar de balsa sobre o Rio Tennessee e serviu como tenente-coronel no 10º Territorial Regimento de Milícias para o Alabama Território. Em todos os seus negócios, como comerciante, ele conheceu Lewis Ross. Hindman, Sr. era um visitante freqüente em Ross casa, e foi lá que ele conheceu de Lewis irmã-de-lei, Sallie Holt. Depois de um breve namoro, o casal se casou em Knoxville, no dia 21 de janeiro, 1819. Depois de se estabelecer na Rhea County, Tennessee, sua primeira filha nasceu no ano de 1820. Mais três filhos, Robert, Maria, e a Sarah, que nasceram após a família se mudou para o Post Oak Springs. A família mudou-se para Knoxville em 1827. Thomas Carmichael Hindman Jr. nasceu o próximo ano, e Mildred seguido no ano seguinte.

## Início da vida
O élder Hindman freqüentemente feito viagens de negócios para o Alabama, e até mesmo a família mudou-se para Jacksonville, no estado do Alabama após a compra de vários lotes de terra lá. Hindman aproveitou as muitas oportunidades de negócios locais, e foi capaz de fornecer a sua família, com tudo o que eles precisavam. Hindman Sr. ganhou uma reputação de honestidade para com seus parceiros de negócios, que incluiu Cherokee Indian tribos na área. Ele se tornou confiável para a Nação Cherokee , foi nomeado sub-agente para os Cherokees pelo Presidente James Monroe. Quando o Presidente Andrew Jackson estava no escritório, Hindman, o Sr. foi nomeado para o cargo de Estados Unidos de Agente para a Nação Cherokee. O élder Hindman frequentemente viaja para Washington D.C., para discutir os interesses da Nação Cherokee e, em 1841, foi atribuído ao Agir Secretário de Guerra, Albert M. Lea para determinar por que os Cherokees, na Carolina do Norte rejeitou o governo sugestão para se juntar a outras partes da tribo, no Território indígena. Hindman passou quase dois meses, sem sucesso, tentando persuadir a Carolina do Norte Cherokees a voltar para o resto da sua nação, mais a Oeste.
Naquele ano, Hindman do pai comprou uma nova plantação em Ripley, Mississippi. Enquanto isso, o jovem Hindman participou de escolas locais antes de sair para a cidade de lawrenceville Clássica Instituto na cidade de lawrenceville, Nova Jersey, o terceiro mais antigo internato no país. Hindman recebeu uma educação clássica lá e se graduou com honras em 25 de setembro de 1843, como a classe salutatorian. Depois de passar algum tempo visitando parentes e estudar em Nova York, Hindman voltou a Ripley e começou seus estudos de direito em Orlando Davis, um notável advogado local e do Partido Whig político.
Enquanto isso, Hindman do pai, tornou-se um participante ativo no Mississippi política. Ele conduziu o estado do Partido Whig e serviu como membro da comissão executiva do local Henry Clay clube. Em 1845, ele foi selecionado como um representante para participar de uma convenção em Memphis, Tennessee, que promove o transporte e a projetos de infra-estrutura no Sul e no Oeste.

## A participação na Guerra Mexicano-Americana
Em breve, o Exército dos Estados Unidos envolvidos na luta na fronteira EUA-México. Depois de escaramuças ao longo do Rio Grande , entre forças de Mexicano e Americano forças lideradas pelo General Zachary Taylor, o Congresso aprovou uma declaração de guerra e o Presidente James K. Polk exortou os estados membros a elaborar de 50.000 voluntários para estar do lado do exército. Mississippi jornais incentivou os moradores do estado para participar da ação. Um jornal, a Holly Springs Guarda, proclamou: "Às armas! Às armas! Vós corajoso! Th' vingativa desembainha a espada: de Março, de março, todos os corações resolvido, [para] a vitória ou a morte."
Hindman estava ansioso para ter a oportunidade de servir seu país na guerra. Alistou-se como um Segundo-Tenente na empresa E da Segunda Mississippi Infantaria. Seu irmão mais velho, Robert, também juntou-se a mesma unidade como um privado. Hindman e de seus colegas soldados de infantaria passou o inverno de treinamento para a batalha no Acampamento McClung. Muitos soldados estavam preparados para o frio, as temperaturas em janeiro de 1847 e, como resultado, muitos morreram de gripe, pneumonia e "o frio da peste" Segundo Mississippi Infantaria dirigiu-se para os Estados Unidos–a fronteira do México em fevereiro e atingiu a foz do Rio Grande, em 24 de fevereiro de 1847, apenas um dia depois de a Batalha de Buena Vista. Eles continuaram marchando, e o número de soldados mortos escalado. Em junho de 1847, 167 homens tinha morrido, 134 tinha sido descarregada e 38, que havia abandonado. A infantaria mais tarde mudou-se para Buena Vista, sete milhas (11 km) ao sul de Saltillo, Coahuila, para montar guarda. A antecipação da glória para o regimento evaporado entre os estragos causados pela doença, de guerrilha, de invasões e acampamentos de funções. Em Março de 1847, o Coronel Charles Clark atribuído Hindman a posição de compromisso a agir como o regimento do ajudante, devido ao seu histórico escolar e redação. Hindman, irmão, Robert, que agora era um sargento, sofria de varíola, e foi clinicamente descarregada em 23 de abril. Hindman subiu para o posto de tenente e Pós-Ajudante até o final da guerra, em 1848, mas não vi nenhuma grande ação durante o restante do seu tempo com a infantaria.

## De volta em Mississippi
Depois de voltar para Ripley, Hindman continuou seus estudos de direito em Orlando Davis. Um ano após o término da guerra Hindman, irmão, Robert, envolvido em uma briga com William Falkner, porque ele tinha pensado Falkner, tentaram bloquear a sua participação na Ripley seção dos Filhos de Temperança. Robert Hindman tentou defender-se, mas a arma falhou ao fogo, e Falkner, em seguida, fatalmente o esfaqueou. Falkner foi julgado por homicídio, mas foi absolvido pelo júri decisão de que ele estava agindo em legítima defesa. Depois, Falkner matou um amigo da família do Hindmans, e novamente ele foi absolvido no julgamento por homicídio. Thomas Hindman e Falkner envolvido em uma arma de luta, mas nem o homem estava ferido. A tensa relação entre Falkner e Hindman culminou em um acordo feito por Mateus C. Galloway, que mais tarde se tornaria o futuro editor de Memphis, Tennessee Recurso.
Hindman-se juntou a Ripley capítulo dos Filhos de Temperança e serviu como secretário de gravação da filial local. Em 1853, ele, com êxito, fez campanha para um assento para representar Tippah County, no Mississippi legislativo. Hindman do Mississippi de legislar carreira terminou quando o legislativo encerrou em Março de 1854.

## Mover para o Arkansas

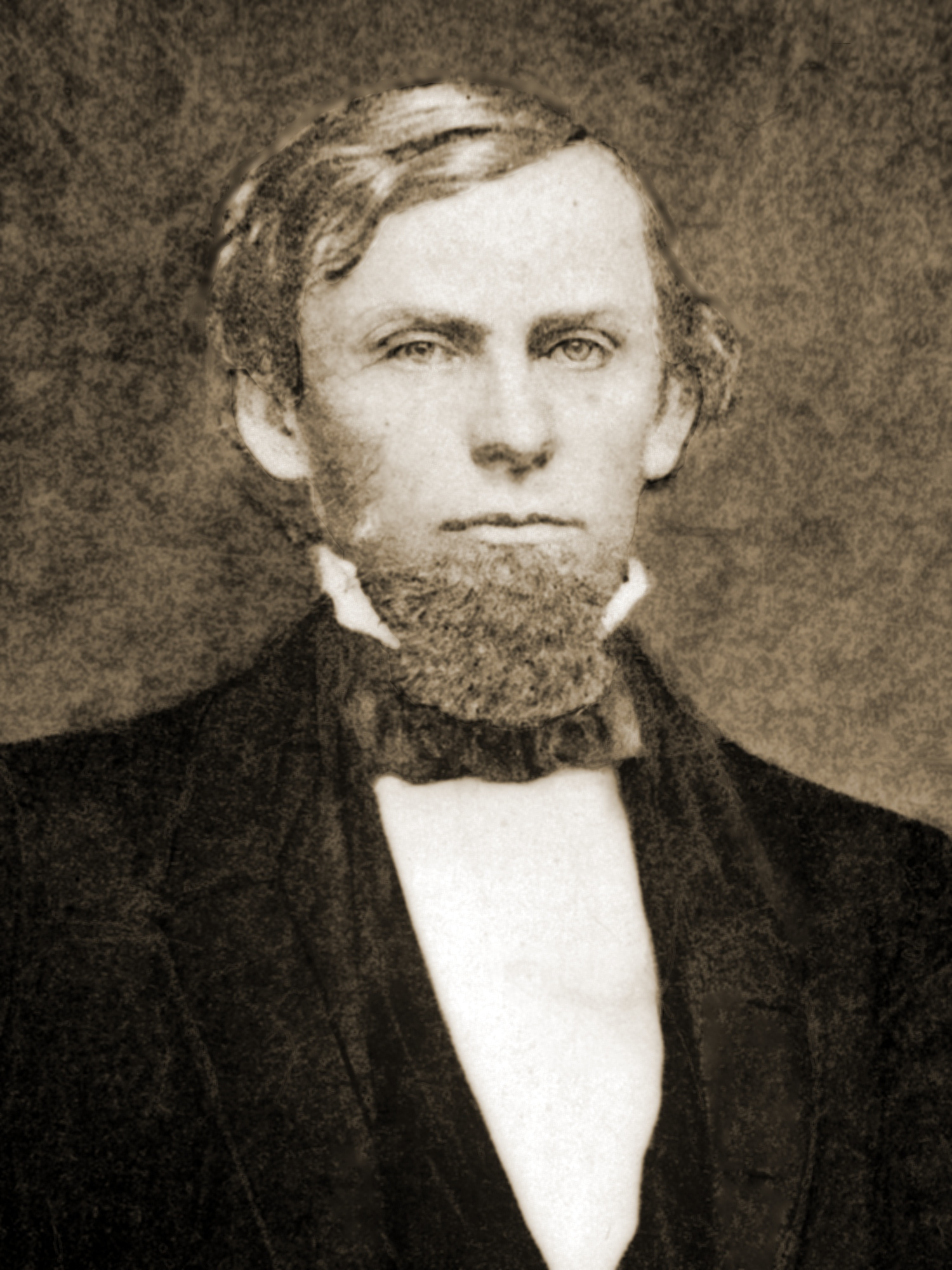
Fotografia de Hindman, c. 1854

Por 1854, Hindman percebi que ele tinha pouco espaço para manobra, lotado Mississippi arena política. Olhando do outro lado do Rio Mississipi, Hindman observado que os jovens e turbulento, no Estado de Arkansas, foi aberta para um bem-educada e ambiciosa político. Hindman esquerda Mississippi política, quando ele mudou-se para Helena, Arkansas, em 18 de Março de 1854.
Hindman, jogou-se no político e social cenas de seu novo estado de origem. Em junho de 1854, ele formou uma lei de parceria com John Palmer, um jovem nativo de Kentucky, que era conhecido como um "sócio benemérito" da Helena bar. Hindman tornou-se ativo em assuntos cívicos e planos para Helena do desenvolvimento econômico. Em um Dia da Independência do festival, em 1854, ele deu uma palestra sobre a importância da estrada de ferro de desenvolvimento, no Arkansas. Hindman catapultou-se para a briga por uma tomada de posição contra o anti-imigração e anti-Católica Know-Nothings, a quem ele considerou "pestilent fanáticos". Hindman e Palmer estabelecida uma Democrático associação projetado para carimbar o Saber-Nada ameaça. Durante este tempo, Hindman tornou-se amigo de Patrick Cleburne, que seriam, mais tarde, em paralelo a seu curso como uma Confederação de Major-General. Os dois homens também formou uma parceria de negócios com William Weatherly para comprar um jornal, o Democrático Estrelas, em dezembro de 1855.
Cleburne e Hindman ambos foram feridos por tiros durante uma briga de rua em Helena com Know-Nada membros. Depois que os homens recuperados, eles compareceram perante um grande júri para responder a qualquer acusação contra eles. Eles foram exonerados e, depois, foi para Hindman da casa dos pais, em Mississippi. Hindman recebido elogios por suas ações, e se tornou uma força na política Democrática após o Know-Nothings foram derrotados.
Em 1856, Hindman correu para o Congresso assento em seu Primeiro Distrito, mas foi derrotado pelo operador histórico, Alfred B. Greenwood, no estado Democrático de convenções. Sua graciosa retirada na convenção para evitar Democrática lutas rendeu-lhe mais de notificação da hierarquia do partido. Durante este tempo, Hindman conheceu e namorou Maria "Mollie" Watkins Biscoe. Apesar de seus pais relutância, os dois se casaram em 11 de novembro de 1856, com Patrick Cleburne servindo como melhor homem.
No verão de 1857, Hindman tornou-se editor da Helena Estados-Direitos Democrata e era o líder inconteste do Partido Democrata, no leste do Arkansas. a Partir desta plataforma, ele lançou a sua 1858 Congresso lance. Ele não enfrentam um sério desafio para a nomeação Democrata e ele teve o apoio de jornais em todo o estado. Editor Richard H. Johnson, do Little Rock Verdadeiro Democrata lembrou eleitores de Hindman da execução anterior para a nomeação, em 1856, e elogiou-o por ser uma "profunda[-]vai Democrata" de "marcados habilidades". No estado Democrático de convenções em Batesville, Hindman facilmente derrotado A. M. Wilson e Dandridge McRae. Nas eleições gerais, Hindman derrotou o Republicano challenger, William M. Crosby, por um voto de 18,255 para 2,853.

### Trazendo para baixo do Arkansas político "família"
Durante seu mandato, Hindman tentou trazer a unidade para o estado do Partido Democrático. Ele virou-se na hierarquia política no estado, e guerra política dividido o Partido Democrático, no Arkansas, com o pro-Hindman forças de um lado e as forças políticas "família" que governou o estado do Arkansas desde territorial dias sobre o outro. Ele chamou as ações da "família" como "a mais concentrada que a ira do pequeno gestores do grupo e de certa fora alto-sacerdotes que[d] - las".
"Família", os líderes ameaçou bloquear Hindman do 1860 re-eleição para o Congresso. Hindman desafiou-los e prevê a derrubada de um grupo que ele chamava de "fusionists" e "campeões de fusão". A disputa entre Hindman e a família política aumentada depois de Hindman cobrado que o estado tinha sido overpaying o Verdadeiro Democrata para o público a impressão. O Verdadeiro Democrata negou as acusações e alegou que Hindman o motivo foi por egoísmo, em vez de preocupação. Eles argumentaram que ele queria impressão de contratos a serem adjudicados a Helena Estado-Direitos Democrata e Little Rock a Linha Antiga Democrata, ambos os quais ele controlado.
Um dos "família", os líderes, Elias Nelson Conway, buscou-se a liquidar o estado da situação bancária iniciando um plano que iria aproveitar a bens de pessoas em dívida para com o banco, que incluiu Hindman pai-de-lei. Hindman viajou por todo o estado, para denunciar publicamente a proposta. Na década de 1860 corrida para governador, Hindman feito Henry Massey Reitor, enquanto a "família" candidato foi Richard H. Johnson, editor do Verdadeiro Democrata. Johnson havia sido nomeado como o candidato Democrata, mas Reitor anunciou sua candidatura como independente Democrata. Na eleição para governador, o Reitor estritamente derrotou Johnson por um voto de 31,044 para 28,967. Após a eleição, o editor de a Idade de Linha Democrata, Thomas C. Peek, proclamou que o fim da dinastia política da "família" tinha vindo. Novas questões, tais como a Guerra Civil, foram levados para o centro do palco e a "família" nunca exerceram seu domínio sobre a política do estado novo.

## Guerra Civil

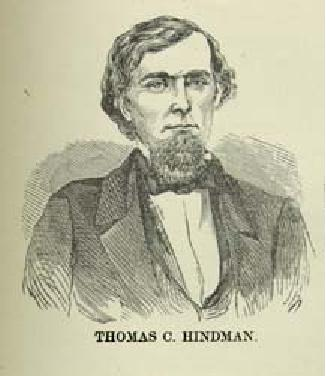
Um retrato de Hindman, retirado da Confederação agente duplo Loreta Janeta Velazquez's A Mulher na Batalha: Uma Narrativa de as aventuras, Aventuras e Viagens de Madame Loreta Janeta Velazquez, também Conhecido como Tenente Harry T. Buford, Estados Confederados do Exército.

Como a Guerra Civil Americana se aproximou, Hindman foi um ardente voz para a secessão e foi, essencialmente, Arkansas mais importante do Fogo-Comedor. Quando Arkansas votado 65-5 a separar-se da União , em Maio de 1861, Hindman estava presente na galeria da convenção. Com a guerra que se aproxima, Hindman demitiu-se do Congresso e recrutou um regimento em Helena, que estava reunido em Confederados serviço. Ele solicitou ao governo do estado, por mosquetes, roupas e dez dias de rações, de modo que seus homens pudessem "lutar para o nosso país". Por 1 de junho de 1861, Hindman tinha levantado a dez empresas que viria a ser conhecido como o 2º Arkansas Infantaria, com seis empresas estacionados em Helena e quatro na cidade de Pine Bluff. Ele perdeu cinco empresas que se recusaram a deixar o estado para o combate. Depois, Hindman seguido ordens de relatório para Richmond, Virgínia. Ele começou a longa jornada com seu regimento, em junho. Em setembro de 1861, Hindman, foi promovido ao posto de general de brigada.
Ele e seu regimento logo foram participantes ativos em um desastroso Kentucky Campanha, seguido logo após por uma feroz luta na Batalha de Shiloh, em abril de 1862, onde ele ficou um pouco ferido.
Depois de sua recuperação, Hindman, foi promovido ao posto de Major-General e foi nomeado comandante da Trans-Mississippi Departamento para impedir uma invasão pelas tropas da União liderada por Samuel Curtis. Eventos em Arkansas tinha tomado um rumo terrível para o pior. A maioria das unidades haviam sido removidas do estado para o serviço a leste do Rio Mississippi. Quando Hindman chegou em Little Rock, Arkansas, ele descobriu que o seu comando foi, "deu à luz dos soldados, sem dinheiro, sem defesa, e terrivelmente expostos" para o Exército Federal que estava se aproximando perigosamente de noroeste.
Hindman a trabalhar e emitiu uma série de duras militar de éditos, que institui o serviço militar obrigatório, autorizando a guerra de guerrilha e a requisição de suprimentos para a defesa do Estado. Hindman também iniciou uma campanha de desinformação concebidos para enganar as autoridades Federais sobre a força do estado de defesas. Ele também desviadas Texas tropas vinculado por Virginia para uso na defesa de Arkansas. Esta série de eventos, combinado com o assédio táticas, confuso, as autoridades Federais, levando-os a medo, que eles não tenham um fornecimento adequado de linha para conquistar o estado e logo desviadas a partir de um curso para a capital e, em vez disso, mudou-se para Helena para restabelecer uma sólida linha de alimentação.

### Na acusação de "Hindman Legião"

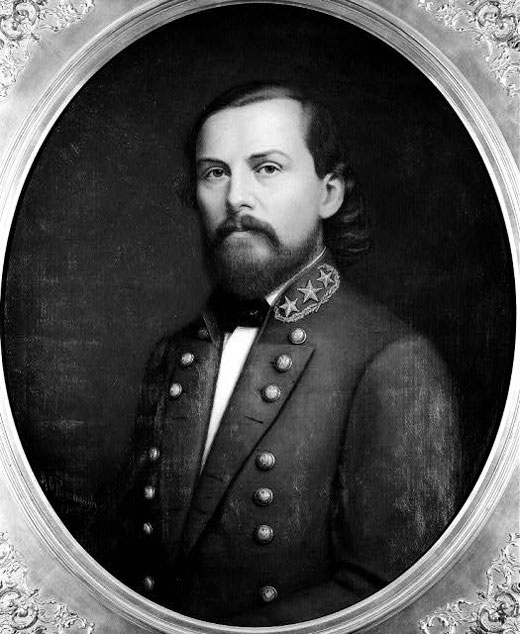
Retrato de Hindman por Aurélio O. Revenaugh, 1906.

Hindman do éditos, no entanto, levantou a ira dos cidadãos locais, e eles, e Hindman inimigos políticos, exigia que os líderes Confederados em Richmond substituí-lo. Em agosto de 1862, as autoridades em Richmond decidiu substituí-lo com o bem-intencionado, mas incompetente Teófilo H. Holmes. Hindman convencido de Holmes para dar-lhe um comando de campo no norte do Arkansas e ele prosseguiu com um plano para expulsar o invasor. Hindman agressivamente mudou-se para o noroeste do Arkansas e conseguiu interceptar o exército Federal, enquanto ele foi dividido em duas partes. Neste momento, porém, Hindman, normalmente, de estilo agressivo, deu de maneira diferente para a dúvida. Em vez de atacar o dividido peças do exército Federal, Hindman entranhou-se na Pradaria Grove, no estado de Arkansas, permitindo que as forças Federais para recombinar e assaltá-lo.
Hindman posição bem marcada, mas a melhor equipado e fornecido forças Federais usava para baixo as forças Confederadas e Hindman foi forçado a retirar-se para trás para Little Rock, tendo perdido sua chance de destruir o exército Federal. Após o empate em Prairie Grove, Hindman foi transferido de volta para atravessar o rio e participou na Batalha de Chickamauga ao lado de seu amigo Pat Cleburne. Depois de ser ferido no pescoço, em Chickamauga, Hindman e sua legião continuou a lutar junto com o Exército de Tennessee contra o General William Tecumseh Sherman na Campanha de Atlanta, atravessando o norte da Geórgia a partir da Primeira Batalha de Dalton para a Batalha de Kennesaw Mountain, fora de Marietta, Georgia. Em 4 de julho de 1864, na Kennesaw Mountain ele foi atingido no olho por uma árvore de galho e caiu de seu cavalo. Hindman, sofreu graves lesões que o deixou incapaz para o serviço no campo de batalha. Ele foi para Atlanta e, mais tarde, em Macon, Geórgia, para se recuperar de seus ferimentos. Depois, Hindman espera-se que ele seria capaz de lutar depois de uma recuperação completa. Ele se candidatou para uma transferência para o Trans-Mississippi Departamento. Seu pedido foi negado pela Confederação Departamento de Guerra, mas Jefferson Davis oferecidos Hindman uma licença de ausência, até que ele tinha se recuperado totalmente de sua "deficiência física". Depois de sua ausência foi aprovado em agosto, Hindman estabelecidos para o Texas. Durante sua jornada, Hindman segunda filha, a Sallie, morreu de uma doença perto de Meridian, Mississippi. Hindman chegou em San Antonio e lá se estabeleceu com sua família para o momento. Ele foi homenageado por oficiais militares e moradores locais em 26 de janeiro de 1865. em Maio de 1865, generais Confederados em Nova Orleans, assinou um documento com a União generais detalhando a Confederação termos da rendição. Hindman se recusou a entregar e, juntamente com muitos outros ex-Confederados, ele cruzou o Rio Grande no México e buscou asilo.

## Pós-guerra atividades

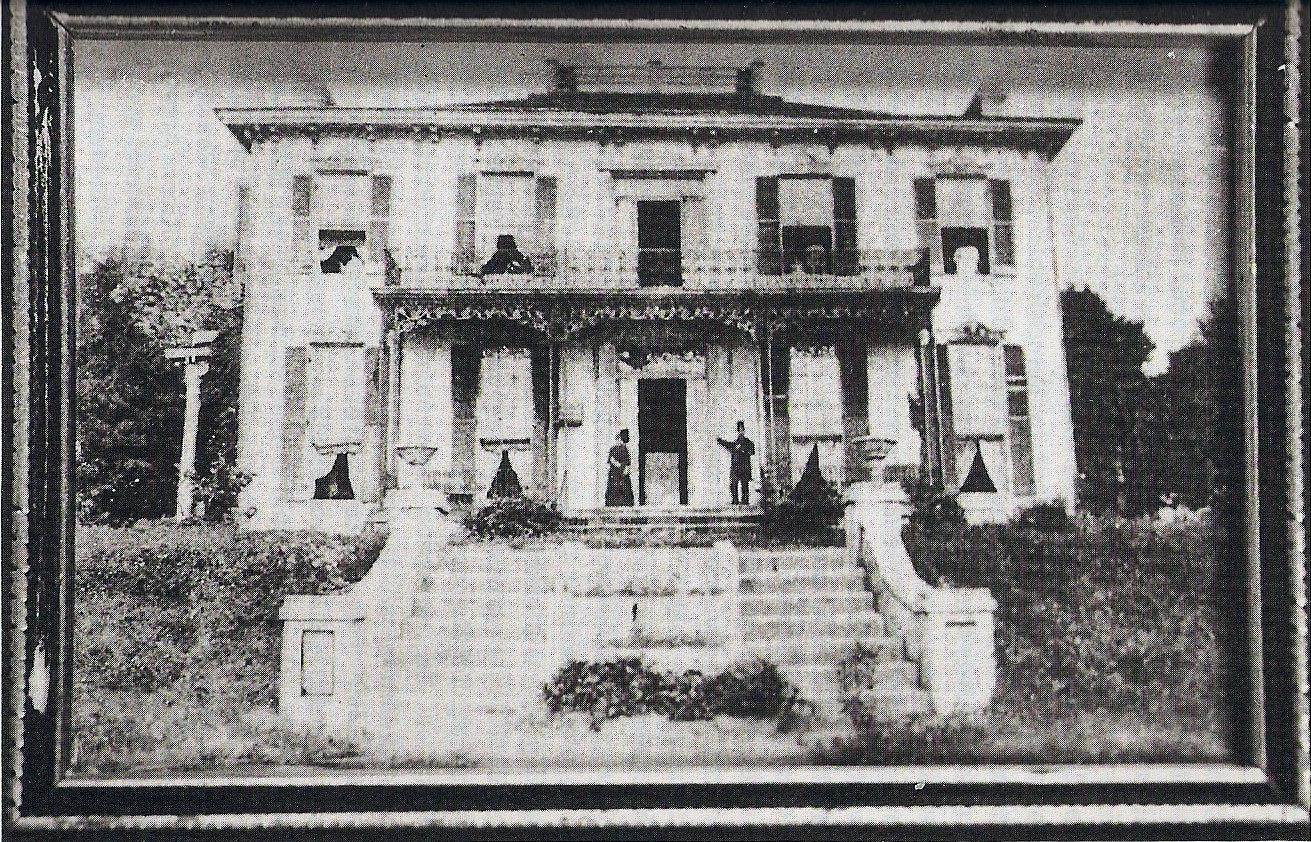
Fotografia do Hindman casa da família em Helena, Arkansas.

Hindman se juntou a Confederação refugiados na cidade Mexicana de Carolota, onde ele se envolveu no plantio de café e tentou praticar a lei. Em abril de 1867, ele estava confiante o suficiente na situação em casa para voltar para o Arkansas e aplicar a Presidente Andrew Johnson para o perdão. Hindman do aplicativo foi um dos poucos negado. No entanto, ele tentou voltar para sua antiga vida. A política ainda o chama para ele e, apesar de não elegíveis para concorrer a um cargo, ele saiu contra a Reconstrução da Constituição, o que o coloca em conflito direto com a reconstrução autoridades. Essas autoridades reviveu uma traição, acusação contra ele e o prenderam. Isso não impediu que Hindman, que passou a político-circuito e teve algum sucesso a construção de uma improvável coalizão de recém libertos e escravos Democratas.

### Assassinato
Por volta das 9:30, na noite de 27 de setembro de 1868, Hindman, foi assassinado por um ou mais desconhecidos assaltantes que atiraram em meio de sua sala de visitas janela, enquanto ele estava lendo o jornal com seus filhos. O mosquete os tiros de hit Hindman na mandíbula, garganta e as mãos, e ele morreu oito horas depois, devido à grande perda de sangue. Antes de sua morte, Hindman deu um discurso de despedida a seus vizinhos e aliados políticos, a partir da varanda de sua casa. Com perfeita compostura", Hindman disse ouvintes para "unir a sua coragem e determinação para trazer a paz para o povo". Hindman deu a entender que o recente debate político com Clayton Powell como uma possível motivação para a filmagem e disse, "eu não sei quem me matou, mas eu posso dizer que, quem foi, eu o perdoo." Ele perguntou para James H. O'Connor, o marido de Mollie da madrasta, para "cuidar da minha família e ser um protetor para minha esposa e meus queridos pequeninos". Depois de O'Connor aceito, Hindman, declarou, "eu perdôo a todos, e espero que me perdoe." Depois, ele estava muito fraco para continuar falando, e ele sentou-se em uma sala. Ele permaneceu lá até que ele morreu cedo na manhã seguinte. O assassinato foi anunciado em todos os jornais de grande circulação em todo o estado. William Woodruff, do Boletim disse Hindman morreu como um "poder e distinto homem" cujo "curta, mas esplêndida carreira" teve um impacto profundo no Arkansan política do estado.
Hindman assassinos nunca foram capturados, e muitas teorias a respeito de suas identidades circularam ao longo dos anos. Em 1869, um branco preso no Condado de Phillips prisão, disse às autoridades que ele ouviu dois negros presos, Sip Cameron e Heyward Conceder, discutindo sobre o crime. Conceder, supostamente, confessou o crime, dizendo que o assassinato foi parte de uma grande conspiração para buscar vingança pelo assassinato de Lee Morrison, um preto individuais de Helena, que havia sido enforcado no dia 27 de setembro de 1868. Grant afirma não se encaixa com os fatos do assassinato e suas declarações foram demitidos da investigação. Não leva cada vez mais desenvolvidos, de modo que o caso nunca foi reaberto. Hindman foi enterrado em Evergreen Cemitério (mais tarde chamado Maple Hill Cemetery) em Helena, perto do túmulo de seu amigo Patrick Cleburne.